# Persone di nome José/Calciatori
| Questa pagina contiene informazioni ricavate automaticamente dalle voci biografiche con l'ausilio del template Bio e di un bot. L'aggiornamento è periodico e automatico e ricostruisce completamente la pagina. Se manca una persona in questa lista, sei pregato di non aggiungerla, ma accertati piuttosto che la sua voce biografica contenga il template Bio e che i dati anagrafici siano correttamente compilati. Se il template Bio manca, inseriscilo tu stesso o, in alternativa, metti l'avviso {{tmp\|Bio}} che ne segnala la mancanza. Se i dati riportati sono sbagliati, correggi direttamente la voce biografica; le modifiche saranno visibili in questa lista entro pochi giorni. Per chiarimenti vedi il progetto antroponimi. La lista contiene solo le 853 persone che sono citate nell'enciclopedia e per le quali è stato implementato correttamente il template Bio. Pagina aggiornata al 6 ago 2025. |

Questa è una lista di persone presenti nell'enciclopedia che hanno il nome José e sono calciatori.

## A(51)
- José Abella, calciatore messicano (Córdoba, n. 1994)
- José Abreu, ex calciatore portoghese (Guimarães, n. 1989)
- José Aguayo, ex calciatore peruviano (n. 1955)
- José Cardús Aguilar, calciatore spagnolo (Barcellona, n. 1917 - Barcellona, † 2006)
- José Aguinaga, ex calciatore spagnolo (Beasain, n. 1948)
- Giorginho Aguirre, calciatore uruguaiano (Paysandú, n. 1993)
- José Aja, calciatore uruguaiano (Montevideo, n. 1993)
- Pascu, calciatore spagnolo (Santa Pola, n. 2000)
- José Alberti, calciatore uruguaiano (Las Piedras, n. 1997)
- José Albornoz, ex calciatore argentino (Córdoba, n. 1970)
- Rafael Albrecht, calciatore argentino (San Miguel de Tucumán, n. 1941 - Buenos Aires, † 2021)
- Tony Alfaro, calciatore messicano (Puruándiro, n. 1993)
- José Ciprian Alfonso, calciatore cubano (Los Palacios, n. 1984)
- José Altafini, ex calciatore brasiliano (Piracicaba, n. 1938)
- José Alvarado, calciatore messicano (Guasave, n. 2000)
- Zé Marcos, calciatore brasiliano (Americana, n. 1998)
- José Amavisca, ex calciatore spagnolo (Laredo, n. 1971)
- José Amaya, ex calciatore colombiano (Barranquilla, n. 1980)
- José María Amo, calciatore spagnolo (Las Pajanosas, n. 1998)
- Valentín Amoroso, calciatore uruguaiano (San Carlos, n. 2000)
- Yulián Anchico, ex calciatore colombiano (Cúcuta, n. 1984)
- José Leandro Andrade, calciatore uruguaiano (Salto, n. 1901 - Montevideo, † 1957)
- José Ángel, calciatore spagnolo (Salamanca, n. 1989)
- José Angulo, calciatore ecuadoriano (San Lorenzo, n. 1995)
- Chema Antón, calciatore spagnolo (Casas del Señor, n. 1989)
- José Arana Cruz, calciatore e allenatore di calcio peruviano (n. 1902)
- José Agustín Aranzábal, calciatore spagnolo (Bergara, n. 1946 - † 2020)
- José Araquistáin Aguirregabiria, ex calciatore spagnolo (Eibar, n. 1935)
- José Araquistáin, ex calciatore spagnolo (Azkoitia, n. 1937)
- Zé Ricardo, calciatore brasiliano (Rio de Janeiro, n. 1999)
- Jesús Arellano, ex calciatore messicano (Monterrey, n. 1973)
- José Luis Areta, calciatore spagnolo (Pamplona, n. 1933 - Siviglia, † 2011)
- José María Argoitia, ex calciatore spagnolo (Galdakao, n. 1940)
- José Trino, calciatore spagnolo (San Sebastián, n. 1902 - † 1964)
- José Arnáiz, calciatore spagnolo (Talavera de la Reina, n. 1995)
- José Luis Artetxe, calciatore spagnolo (Getxo, n. 1930 - † 2016)
- José Aveiro, calciatore paraguaiano (Asunción, n. 1936 - Asunción, † 2024)
- José Ayoví, calciatore ecuadoriano (Atacames, n. 1991)
- José Luis Azcueta, calciatore spagnolo (Galdakao, n. 1936 - Pontevedra, † 2014)
- José Augusto Brandão, calciatore brasiliano (Taubaté, n. 1910 - † 1989)
- José Copete, calciatore spagnolo (Écija, n. 1999)
- Edgar Costa, ex calciatore portoghese (Câmara de Lobos, n. 1987)
- José Eduardo de Araújo, calciatore brasiliano (Uberaba, n. 1991)
- Fabão, ex calciatore brasiliano (Vera Cruz, n. 1976)
- José de Anchieta Fontana, calciatore brasiliano (Santa Teresa, n. 1940 - Santa Teresa, † 1980)
- José Pedro Alves Salazar, ex calciatore portoghese (Montijo, n. 1978)
- José Carlos de Araújo Nunes, ex calciatore portoghese (Castelo de Paiva, n. 1977)
- José Roberto Assunção de Araújo Filho, calciatore brasiliano (Teixeira de Freitas, n. 1993)
- Rolando, calciatore portoghese (Porto, n. 1944 - † 2022)
- José Luis Espinosa Arroyo, calciatore spagnolo (Los Barrios, n. 1991)
- Txema Alonso Fernández, ex calciatore spagnolo (Bilbao, n. 1971)

## B(56)
- Raúl Baena, calciatore spagnolo (Torrox, n. 1989)
- José Balbino da Silva, calciatore portoghese (n. 1896)
- José Guilherme Baldocchi, ex calciatore brasiliano (Batatais, n. 1946)
- José Balza, calciatore venezuelano (n. 1997)
- José Bandez, calciatore venezuelano (Calabozo, n. 1999)
- José Manuel Barbosa Alves, ex calciatore portoghese (Paços de Ferreira, n. 1990)
- Álvaro Barco, ex calciatore peruviano (Lima, n. 1967)
- José Javier Barkero, ex calciatore spagnolo (Aretxabaleta, n. 1979)
- José Barrera Escobar, calciatore cileno (Santiago, n. 1987)
- José Ramirez Barreto, ex calciatore e allenatore di calcio brasiliano (Porto Alegre, n. 1976)
- José Barreto, calciatore argentino (Villa Clara, n. 2000)
- José Antonio Barrios, ex calciatore e allenatore di calcio spagnolo (Santa Cruz de Tenerife, n. 1948)
- José Barroca, calciatore portoghese (Lisbona, n. 1937 - Lisbona, † 2015)
- José Rita, calciatore portoghese (Vila Real de Santo António, n. 1932 - Alcobaça, † 1977)
- José Basanta, ex calciatore argentino (Tres Sargentos, n. 1984)
- José Batagliero, calciatore argentino (Cañada de Gómez, n. 1916 - † 1976)
- José Carlos Bauer, calciatore e allenatore di calcio brasiliano (San Paolo, n. 1925 - San Paolo, † 2007)
- José Bañón, calciatore spagnolo (Alicante, n. 1922 - † 1987)
- José Becerril, calciatore spagnolo (Madrid, n. 1926 - † 1982)
- José María Belauste, calciatore spagnolo (Bilbao, n. 1889 - Città del Messico, † 1964)
- José Belvidares, calciatore argentino
- José María Bengoetxea, ex calciatore spagnolo (Ondarroa, n. 1956)
- José Benincasa, calciatore uruguaiano (Montevideo, n. 1891 - Montevideo, † 1959)
- Eduardo Bennett, ex calciatore honduregno (La Ceiba, n. 1968)
- José Ramón Bermell, ex calciatore spagnolo (Palma di Maiorca, n. 1962)
- José Ortiz Bernal, ex calciatore spagnolo (Almería, n. 1977)
- José Berraondo, calciatore e allenatore di calcio spagnolo (San Sebastián, n. 1878 - Barcellona, † 1950)
- José Ramón Betzuen, ex calciatore spagnolo (Lemoa, n. 1947)
- Paulinho, ex calciatore brasiliano (San Paolo, n. 1988)
- José Bica, calciatore portoghese (Mirandela, n. 2003)
- José Luis Bilbao, calciatore spagnolo (Erandio, n. 1921 - † 2014)
- José Bilibio, ex calciatore argentino (Corrientes, n. 1975)
- José Bileu, calciatore portoghese (Mora, n. 1932 - † 2016)
- José Eduardo Bischofe de Almeida, calciatore brasiliano (Promissão, n. 1987)
- Biurrun, ex calciatore brasiliano (San Paolo, n. 1959)
- José Bizama, calciatore cileno (Curanilahue, n. 1994)
- José Bokung, calciatore equatoguineano (Ebebiyín, n. 1987)
- José Bolívar, calciatore peruviano (Lima, n. 2000)
- José Luis Borbolla, calciatore messicano (n. 1920 - † 2001)
- Santi Borikó, calciatore equatoguineano (Barcellona, n. 2003)
- José Bosingwa, ex calciatore portoghese (Mbandaka, n. 1982)
- José Brachi, calciatore uruguaiano (n. 1892 - † 1967)
- Júnior Brandão, calciatore brasiliano (Ibiúna, n. 1995)
- José Bravo Domínguez, calciatore spagnolo (Ceuta, n. 1916 - † 1993)
- José Broissart, ex calciatore francese (Ravenel, n. 1947)
- José Bueno, calciatore colombiano (Erevan, n. 1996)
- José Buljubasich, ex calciatore argentino (Firmat, n. 1971)
- José Fernando Bulnes, ex calciatore honduregno (Tegucigalpa, n. 1946)
- José Buruca, calciatore argentino (Atalaya, n. 1884 - San Martín, † 1957)
- José Bustamante, calciatore boliviano (n. 1907)
- José Bustamante, calciatore boliviano (n. 1921)
- José María Busto, calciatore e allenatore di calcio spagnolo (Portugalete, n. 1923 - Siviglia, † 2012)
- José Carlos Bernardo, calciatore brasiliano (Juiz de Fora, n. 1945 - Belo Horizonte, † 2018)
- Lionn, calciatore brasiliano (Fortaleza, n. 1989)
- José Ricardo Barbosa Ribeiro Drumond, calciatore brasiliano (Bom Jesus do Amparo, n. 1996)
- José Travassos, calciatore portoghese (Lisbona, n. 1926 - Lisbona, † 2002)

## C(96)
- José Águas, calciatore e allenatore di calcio portoghese (Luanda, n. 1930 - Lisbona, † 2000)
- José Luis Cabión, ex calciatore cileno (San Antonio, n. 1983)
- José Leonardo Cáceres, calciatore paraguaiano (Fernando de la Mora, n. 1985)
- Martín Cáceres, calciatore uruguaiano (Montevideo, n. 1987)
- José Caeiro, calciatore e allenatore di calcio spagnolo (Hondarribia, n. 1925 - Madrid, † 1981)
- José Cafaro, ex calciatore italiano (Briatico, n. 1948)
- José Caicedo, calciatore colombiano (Palmira, n. 2002)
- José Calado, ex calciatore portoghese (Lisbona, n. 1974)
- José Caldera, calciatore colombiano (Sahagún, n. 2002)
- José Luis Calderón, ex calciatore argentino (La Plata, n. 1970)
- José Calderón, calciatore panamense (Panama, n. 1985)
- José María Callejón, ex calciatore spagnolo (Motril, n. 1987)
- José María Calvo, ex calciatore argentino (Buenos Aires, n. 1981)
- José Antonio Camacho, ex calciatore e allenatore di calcio spagnolo (Cieza, n. 1955)
- José Canale, calciatore paraguaiano (Itauguá, n. 1996)
- José Alberto Cañas, calciatore spagnolo (Jerez de la Frontera, n. 1987)
- Santiago Cañizares, ex calciatore spagnolo (Madrid, n. 1969)
- José Cano López, calciatore spagnolo (Llavorsí, n. 1956 - La Pobla de Montornès, † 2000)
- José Luis Capón, calciatore spagnolo (Madrid, n. 1948 - Madrid, † 2020)
- José Caraballo, calciatore venezuelano (Carúpano, n. 1996)
- José Carabalí, calciatore ecuadoriano (Esmeraldas, n. 1997)
- José Carballo, ex calciatore nicaraguense (n. 1987)
- José Carbone, calciatore argentino (Buenos Aires, n. 1930 - Buenos Aires, † 2014)
- José María Cárdenas, ex calciatore messicano (Zacatecas, n. 1985)
- José Carlos de Almeida, calciatore brasiliano (Presidente Bernardes, n. 1968 - Osasco, † 2024)
- José Ángel Carmona, calciatore spagnolo (El Viso del Alcor, n. 2002)
- José Antonio Caro Díaz, calciatore spagnolo (Siviglia, n. 1994)
- José Caro, calciatore spagnolo (Estepa, n. 1993)
- José Luis Carranza, ex calciatore peruviano (Lima, n. 1964)
- José María Carrasco, calciatore boliviano (n. 1997)
- José Eduardo Carrasco, ex calciatore cileno (Coronel, n. 1972)
- José Carrete, ex calciatore spagnolo (Cabojal-Turón, n. 1951)
- José Ángel Carrillo, calciatore spagnolo (Murcia, n. 1994)
- José Carrillo, calciatore spagnolo (Granada, n. 1995)
- José Carvallo, calciatore peruviano (Lima, n. 1986)
- José Manuel Casado, ex calciatore spagnolo (Siviglia, n. 1986)
- José Casado, ex calciatore spagnolo (Almería, n. 1988)
- José Antonio Casajús, ex calciatore e medico spagnolo (Biel, n. 1958)
- José Casanova, calciatore peruviano (Lima, n. 1964 - Oceano Pacifico, † 1987)
- José Casas Gris, calciatore spagnolo (Valencia, n. 1931 - Las Palmas, † 2010)
- José María Cases, ex calciatore spagnolo (Orihuela, n. 1986)
- José Castelli, calciatore e allenatore di calcio brasiliano (San Paolo, n. 1903 - San Paolo, † 1984)
- José Carlos Castillo, ex calciatore guatemalteco (Città del Guatemala, n. 1992)
- José Alfredo Castillo, calciatore boliviano (Santa Cruz de la Sierra, n. 1983)
- José Castillo Pérez, calciatore messicano (Città del Messico, n. 2001)
- José Carlos Castillo García-Tudela, calciatore spagnolo (Cartagena, n. 1908 - Bogotà, † 1981)
- José Antonio Castro González, ex calciatore messicano (Città del Messico, n. 1980)
- Pepillo, calciatore spagnolo (Melilla, n. 1934 - Melilla, † 2003)
- José Antonio Castro, ex calciatore argentino (Buenos Aires, n. 1955)
- José Catalá, ex calciatore spagnolo (La Vila Joiosa, n. 1985)
- Pedro Cea, calciatore e allenatore di calcio uruguaiano (Montevideo, n. 1900 - Montevideo, † 1970)
- José María Ceballos, ex calciatore spagnolo (Pámanes, n. 1968)
- José Cerveró, calciatore e allenatore di calcio spagnolo (Real de Montroi, n. 1949 - Valencia, † 2024)
- José Cetale, calciatore brasiliano (San Paolo, n. 1939 - San Paolo, † 2013)
- José Cevallos Enríquez, calciatore ecuadoriano (Guayaquil, n. 1995)
- José Gabriel Cevallos, calciatore ecuadoriano (Guayaquil, n. 1998)
- José Luis Chacón, ex calciatore peruviano (Callao, n. 1971)
- José Sabino Chagas Monteiro, calciatore brasiliano (Brasilia, n. 1996)
- José Chaparro, ex calciatore colombiano (Tuluá, n. 1954)
- José Carlos Chaves, ex calciatore costaricano (Atenas, n. 1959)
- José Luis Chilavert, ex calciatore paraguaiano (Luque, n. 1965)
- José Luis Chunga, calciatore colombiano (Barranquilla, n. 1991)
- José Ignacio Churruca, ex calciatore spagnolo (Zarautz, n. 1949)
- José Luis Chávez, calciatore boliviano (Santa Cruz de la Sierra, n. 1986)
- José Cifuentes, calciatore ecuadoriano (Esmeraldas, n. 1999)
- José Cioffi, ex calciatore argentino (Buenos Aires, n. 1950)
- José Claramunt, ex calciatore spagnolo (Puzol, n. 1946)
- José Clarke, calciatore argentino
- José Claudeon dos Santos, calciatore brasiliano (Propriá, n. 1982)
- José Clayton, ex calciatore brasiliano (São Luís, n. 1974)
- José Cobos, ex calciatore francese (Strasburgo, n. 1968)
- José Manuel Colmenero, ex calciatore spagnolo (Gijón, n. 1973)
- José Manuel Contreras, calciatore guatemalteco (Jutiapa, n. 1986)
- José Contreras Verna, calciatore venezuelano (Guasdualito, n. 1994)
- José Ramón Corchado, ex calciatore e allenatore di calcio spagnolo (Toledo, n. 1957)
- José Llopis Corona, calciatore spagnolo (Alicante, n. 1918 - † 2011)
- José de Jesús Corona, calciatore messicano (Guadalajara, n. 1981)
- José Corpas, calciatore spagnolo (Baños de la Encina, n. 1991)
- José Erick Correa, calciatore colombiano (Acandí, n. 1992)
- José Ricardo Cortés, calciatore colombiano (Cali, n. 1994)
- José Carlos da Costa Araújo, calciatore brasiliano (Rio de Janeiro, n. 1962 - Rio de Janeiro, † 2009)
- Marquinhos, calciatore brasiliano (Cajari, n. 1999)
- José Cotrina, calciatore peruviano (Pisco, n. 1997)
- José Carlos Cracco Neto, calciatore brasiliano (Paranavaí, n. 1994)
- José Ángel Crespo, ex calciatore spagnolo (Lora del Río, n. 1987)
- José Luis Cruz, calciatore honduregno (San Juancito, n. 1949 - San Pedro Sula, † 2021)
- José Fernando Cuadrado, ex calciatore colombiano (Valledupar, n. 1985)
- José Cubero, calciatore costaricano (Sarchí Norte, n. 1987)
- José Cuciuffo, calciatore argentino (Córdoba, n. 1961 - Bahía San Blas, † 2004)
- José Curti, calciatore e allenatore di calcio argentino (Buenos Aires, n. 1925 - Buenos Aires, † 2010)
- José Córdoba, calciatore panamense (Panama, n. 2001)
- José Marafona, calciatore portoghese (Vila do Conde, n. 1987)
- Márcio Mossoró, ex calciatore brasiliano (Mossoró, n. 1983)
- José Filipe Correia Semedo, ex calciatore portoghese (Lisbona, n. 1979)
- José Sério, calciatore portoghese (n. 1922 - † 2010)
- José Tavares, ex calciatore portoghese (Vila Nova de Gaia, n. 1966)

## D(63)
- José Aílton da Silva, ex calciatore brasiliano (Cajueiro, n. 1977)
- Alexandre Baptista, calciatore portoghese (Barreiro, n. 1942 - Lisbona, † 2024)
- José Berico, calciatore brasiliano (Sertãozinho, n. 1942 - Sacramento, † 2016)
- Òscar da Cunha, ex calciatore e ex giocatore di calcio a 5 andorrano (n. 1986)
- Ezequiel D'Angelo, calciatore argentino (Quilmes, n. 1989)
- Diogo Dalot, calciatore portoghese (Braga, n. 1999)
- José del Castillo, calciatore peruviano (Lima, n. 1943 - † 2023)
- José Delfim, ex calciatore portoghese (Amarante, n. 1977)
- José Carlos Delfim, calciatore portoghese (n. 1907 - † 1986)
- José Devaca, ex calciatore paraguaiano (Capiatá, n. 1982)
- José Devecchi, calciatore argentino (Corrientes, n. 1995)
- José Romão Dimas, calciatore portoghese (Almada, n. 1930 - † 2007)
- Arley Dinas, ex calciatore colombiano (Caloto, n. 1974)
- José Doldán, calciatore paraguaiano (Asunción, n. 1997)
- José Dolgetta, calciatore e allenatore di calcio venezuelano (Valencia, n. 1970 - Guayaquil, † 2023)
- José Mário Donizeti Baroni, calciatore brasiliano (Ribeirão Preto, n. 1957 - Ribeirão Preto, † 1978)
- José Antonio Dorado, ex calciatore spagnolo (Cordova, n. 1982)
- José Duno, ex calciatore venezuelano (San Félix, n. 1977)
- José Ernesto Díaz, calciatore colombiano (Bogotà, n. 1952 - Miami, † 2002)
- José Manuel Díaz Novoa, ex calciatore e allenatore di calcio spagnolo (Gijón, n. 1944)
- José Díaz, ex calciatore argentino (Buenos Aires, n. 1938)
- Ebinho, ex calciatore brasiliano (Guarabira, n. 1988)
- José Embaló, calciatore portoghese (Lisbona, n. 1991)
- José Fonte, calciatore portoghese (Penafiel, n. 1983)
- José Jadílson dos Santos Silva, ex calciatore brasiliano (Maceió, n. 1977)
- José Carlos da Silva José, calciatore e allenatore di calcio portoghese (Vila Franca de Xira, n. 1941 - Torres Vedras, † 2025)
- Lito, ex calciatore portoghese (Luanda, n. 1956)
- José dos Santos Lopes, calciatore brasiliano (Batatais, n. 1910 - Batatais, † 1996)
- José Nilson dos Santos Silva, calciatore brasiliano (San Paolo, n. 1991)
- José Antonio Delgado Villar, calciatore spagnolo (El Puerto de Santa María, n. 1993)
- José Luís de Oliveira, calciatore brasiliano (Rio de Janeiro, n. 1904)
- José Parodi, calciatore e allenatore di calcio paraguaiano (Luque, n. 1932 - Asunción, † 2006)
- José Paulo de Oliveira Pinto, calciatore brasiliano (Rio de Janeiro, n. 1994)
- José de la Paz Herrera, calciatore e allenatore di calcio honduregno (Soledad, n. 1940 - Tegucigalpa, † 2021)
- Júnior Santos, calciatore brasiliano (Conceição do Jacuípe, n. 1994)
- Tarciso, calciatore brasiliano (São Geraldo, n. 1951 - Porto Alegre, † 2018)
- Teté, calciatore e allenatore di calcio brasiliano (Pelotas, n. 1907 - Porto Alegre, † 1962)
- José Luís Vidigal, ex calciatore e dirigente sportivo portoghese (Sá da Bandeira, n. 1973)
- Zé Gabriel, calciatore brasiliano (Carmópolis, n. 1999)
- Zeca, calciatore brasiliano (Salvador, n. 1997)
- Zé Soares, ex calciatore brasiliano (Paulo Afonso, n. 1983)
- José Rodrigo Andrade Ramos, calciatore brasiliano (n. 1997)
- Canhoteiro, calciatore brasiliano (Coroatá, n. 1932 - San Paolo, † 1974)
- Zé Pedro, calciatore portoghese (Guimarães, n. 1997)
- José Ricardo da Silva, calciatore brasiliano (Fortaleza, n. 1939 - Rapallo)
- José Welison, calciatore brasiliano (São Pedro, n. 1995)
- José Carlos Santos da Silva, ex calciatore brasiliano (Ipirá, n. 1975)
- José de León, calciatore dominicano (Madrid, n. 2004)
- Zé Guilherme, calciatore brasiliano (Fortaleza, n. 2005)
- José Artur de Lima Junior, calciatore brasiliano (Brumado, n. 1996)
- Cleylton Santos, calciatore brasiliano (Fortaleza, n. 1993)
- José Rogério de Oliveira Melo, calciatore brasiliano (Pesqueira, n. 1990)
- José Gildeixon de Paiva, calciatore brasiliano (Santo Antônio, n. 1987 - La Unión, † 2016)
- José Rui de Pina Aguiar, ex calciatore e allenatore di calcio capoverdiano (Praia, n. 1964)
- José de Rodrigues Martins, calciatore brasiliano (Genova)
- Henrique Dourado, calciatore brasiliano (Guarulhos, n. 1989)
- Omar de la Cruz, calciatore dominicano (Ibiza, n. 2001)
- José De la Cruz, ex calciatore paraguaiano (Asunción, n. 1952)
- José de la Cuesta, ex calciatore colombiano (Medellín, n. 1983)
- José Javier del Águila, calciatore guatemalteco (Città del Guatemala, n. 1991)
- José Egas dos Santos Branco, calciatore portoghese (Setúbal, n. 1987)
- Júnior Brumado, calciatore brasiliano (Brumado, n. 1999)
- José Luis dos Santos Pinto, calciatore brasiliano (Uruguaiana, n. 1992)

## E(13)
- José María Echevarría, calciatore spagnolo (Getxo, n. 1920 - Leza, † 1966)
- José Echeveste, calciatore spagnolo (Irún, n. 1899 - † 1982)
- Edmílson, ex calciatore brasiliano (Taquaritinga, n. 1976)
- José Elo, calciatore spagnolo (Alcorcón, n. 2000)
- José Enamorado, calciatore colombiano (Barranquilla, n. 1999)
- José Escalante, ex calciatore honduregno (Tegucigalpa, n. 1995)
- Angeliño, calciatore spagnolo (Coristanco, n. 1997)
- José Ramón Esnaola, ex calciatore spagnolo (Andoain, n. 1946)
- José Espinal, ex calciatore dominicano (Santo Domingo, n. 1982)
- José Manuel Espinosa, ex calciatore spagnolo (San Bartolomé de las Abiertas, n. 1959)
- José Joaquín Esquivel, calciatore messicano (Zacatecas, n. 1998)
- José Estupiñán, calciatore colombiano (El Charco, n. 2000)
- Enrique Etcheverry, calciatore uruguaiano (Melo, n. 1996)

## F(36)
- José Fajardo, calciatore panamense (Colón, n. 1993)
- Nacho, calciatore spagnolo (Madrid, n. 1990)
- José Carlos Fernández Piedra, ex calciatore peruviano (Trujillo, n. 1983)
- José Carlos Fernández, ex calciatore boliviano (Santa Cruz de la Sierra, n. 1971)
- José Manuel Fernández García, calciatore spagnolo (Gijón, n. 1946 - Oviedo, † 2008)
- José Manuel Fernández Nieves, ex calciatore e allenatore di calcio spagnolo (Langreo, n. 1947)
- José Antonio Fernández Pomares, calciatore spagnolo (Crevillent, n. 1989)
- José Manuel Fernández Reyes, calciatore spagnolo (Cordova, n. 1989)
- José Antonio Fernández, ex calciatore peruviano (Cañete, n. 1939)
- José Luis Fernández, calciatore argentino (Ciudadela, n. 1987)
- José Luis Ferrari, ex calciatore uruguaiano
- José Carlos Ferreira Filho, ex calciatore brasiliano (Maceió, n. 1983)
- Juninho, calciatore brasiliano (Londrina, n. 1995)
- José Ferreira Pinto, ex calciatore portoghese (Benguela, n. 1939)
- José Nadson Ferreira, ex calciatore brasiliano (Ubaitaba, n. 1984)
- José María Ferrero, ex calciatore argentino (Buenos Aires, n. 1937)
- José Luis Veloso, calciatore spagnolo (Santiago di Compostela, n. 1937 - † 2019)
- José Maria Fidélis, calciatore brasiliano (São José dos Campos, n. 1944 - São José dos Campos, † 2012)
- José Juan Figueras, ex calciatore spagnolo (Vigo, n. 1979)
- José Roberto Figueroa, calciatore honduregno (Olanchito, n. 1959 - San Francisco, † 2020)
- Andrés Fleurquín, ex calciatore uruguaiano (Montevideo, n. 1975)
- José Florentín, calciatore paraguaiano (Juan Emilio O'Leary, n. 1996)
- José Manuel Flores, ex calciatore spagnolo (Cadice, n. 1987)
- José Oscar Flores, ex calciatore argentino (Buenos Aires, n. 1971)
- José Flores, ex calciatore venezuelano (n. 1967)
- José Florio, calciatore argentino (Lanús, n. 1924 - † 2009)
- Francisco Fonseca, ex calciatore messicano (León, n. 1979)
- José Fontán, calciatore spagnolo (Vilagarcía de Arousa, n. 2000)
- José Fossa, calciatore argentino (n. 1902 - † 1967)
- José María Franco, ex calciatore uruguaiano (Montevideo, n. 1978)
- José Fuenzalida, ex calciatore cileno (Santiago del Cile, n. 1985)
- José Fernando Fumagalli, ex calciatore brasiliano (Monte Alto, n. 1977)
- José Carlos Fernández Vázquez, ex calciatore spagnolo (Riotinto, n. 1987)
- José Leandro Ferreira, ex calciatore brasiliano (Cabo Frio, n. 1959)
- José Ferreira Neto, ex calciatore brasiliano (Santo Antônio de Posse, n. 1966)
- Zequinha, calciatore brasiliano (Recife, n. 1934 - Olinda, † 2009)

## G(76)
- Francisco Gabriel de Anda, ex calciatore messicano (Città del Messico, n. 1971)
- José Campaña, calciatore spagnolo (Siviglia, n. 1993)
- José Cardona, calciatore honduregno (Potrerillos, n. 1939 - San Pedro Sula, † 2013)
- José María Giménez Pérez, ex calciatore spagnolo (Orihuela, n. 1980)
- José Gaitán, ex calciatore argentino (Rosario, n. 1957)
- José Manuel Galdames, ex calciatore spagnolo (Barakaldo, n. 1970)
- José Galindo, calciatore messicano (Álvaro Obregón, n. 1998)
- José Ramón Gallego, ex calciatore spagnolo (Durango, n. 1959)
- José Gallegos, calciatore statunitense (San Antonio, n. 2001)
- José Eulogio Gárate, ex calciatore spagnolo (Buenos Aires, n. 1944)
- José Luis Garcés, calciatore panamense (Panama, n. 1981)
- José García, calciatore honduregno (Olanchito, n. 1998)
- José María García Lafuente, ex calciatore spagnolo (Lardero, n. 1971)
- José Pablo García Castany, calciatore spagnolo (Gerona, n. 1948 - Gerona, † 2022)
- José Alberto García, calciatore messicano (Mexicali, n. 1995)
- José Antonio García Fernández, ex calciatore messicano (Città del Messico, n. 1992)
- José Raúl García, calciatore honduregno (n. 2004)
- Txema, ex calciatore andorrano (San Sebastián, n. 1974)
- José García, calciatore messicano (Zamora de Hidalgo, n. 1996)
- José Manuel Naranjo, calciatore spagnolo (Rociana del Condado, n. 1994)
- José García Pérez, calciatore e allenatore di calcio argentino (Lanús, n. 1921)
- José Antonio García Rabasco, ex calciatore spagnolo (Orihuela, n. 1986)
- José Luis García Traid, calciatore e allenatore di calcio spagnolo (Saragozza, n. 1936 - Saragozza, † 1990)
- Pepelu, calciatore spagnolo (Dénia, n. 1998)
- José Luis García del Pozo, calciatore spagnolo (Malaga, n. 1991)
- José García, calciatore uruguaiano (Montevideo, n. 1926 - † 2011)
- José Luis García, ex calciatore argentino (Isidro Casanova, n. 1985)
- José Garro, calciatore costaricano (Heredia, n. 1986)
- José Antonio Gasca, ex calciatore spagnolo (Los Arcos, n. 1940)
- José Gaslini, calciatore argentino
- José Gaspar da Silva Azevedo, ex calciatore portoghese (Santo Tirso, n. 1975)
- José Olegario Gatti, calciatore argentino
- José María Gatti, ex calciatore argentino (n. 1948)
- José Gavica, ex calciatore ecuadoriano (Guayaquil, n. 1969)
- José Luis Gayà, calciatore spagnolo (Pedreguer, n. 1995)
- Goliardo Gelardi, calciatore brasiliano (San Paolo, n. 1906 - San Paolo, † 1983)
- Germano, calciatore brasiliano (Conselheiro Pena, n. 1942 - Conselheiro Pena, † 1997)
- José Giarrizzo, calciatore argentino (Mendoza, n. 1933 - Tres Arroyos, † 2017)
- José Giménez, calciatore uruguaiano (Canelones, n. 1995)
- José Giralt, calciatore cubano (L'Avana, n. 1884 - Madrid, † 1960)
- José de Jesús Godínez, calciatore messicano (n. 1997)
- José Gonçalves, ex calciatore portoghese (Lisbona, n. 1985)
- Zé Lucas, calciatore brasiliano (Vitória de Santo Antão, n. 2008)
- José Gomes, calciatore guineense (Bissau, n. 1999)
- Pizo Gómez, ex calciatore spagnolo (Eibar, n. 1964)
- José Carlos Gonçalves, ex calciatore portoghese (Lisbona, n. 1988)
- Jesse González, calciatore statunitense (Edenton, n. 1995)
- José Luis González Vázquez, ex calciatore spagnolo (Elgoibar, n. 1964)
- José González Ganoza, calciatore peruviano (Lima, n. 1954 - Oceano Pacifico, † 1987)
- José Ignacio González, calciatore cileno (Viña del Mar, n. 1989)
- José Luis González, calciatore messicano (Celaya, n. 1942 - † 1995)
- José González Joly, ex calciatore panamense (Colón, n. 1991)
- José Jorge González, calciatore argentino (Montevideo, n. 1944 - Montevideo, † 1991)
- José Goron, calciatore francese (Fort-de-France, n. 1977)
- José Gragera, calciatore spagnolo (Gijón, n. 2000)
- José Gralha, calciatore portoghese (Lisbona, n. 1899 - † 1944)
- José Miguel Granadino, calciatore salvadoregno (Santa Ana, n. 1988)
- José Granados, calciatore venezuelano (Valera, n. 1986)
- Atilio Granara Costa, calciatore argentino (Buenos Aires, n. 1906 - Buenos Aires, † 1933)
- José Alberto Guadarrama, ex calciatore messicano (Città del Messico, n. 1972)
- Andrés Guardado, calciatore messicano (Guadalajara, n. 1986)
- Paolo Guerrero, calciatore peruviano (Lima, n. 1984)
- José Félix Guerrero, ex calciatore spagnolo (Portugalete, n. 1975)
- José María Guerrero, ex calciatore ecuadoriano (n. 1970)
- José Guillamón, calciatore spagnolo (Siviglia, n. 1915 - † 1975)
- José Güity, calciatore honduregno (La Ceiba, n. 1985)
- Raúl Guti, calciatore spagnolo (Saragozza, n. 1996)
- Vicente Gómez, ex calciatore spagnolo (Las Palmas de Gran Canaria, n. 1988)
- José Gervasio Gómez, ex calciatore uruguaiano (n. 1949)
- José Gregorio Gómez, ex calciatore venezuelano (El Pao, n. 1963)
- José Luis Gómez, calciatore argentino (Santiago del Estero, n. 1993)
- José Amado Gómez, calciatore argentino (Santiago del Estero, n. 2000)
- José Isidoro Gómez, ex calciatore spagnolo (Pedrera, n. 1986)
- Josemi, ex calciatore spagnolo (Torremolinos, n. 1979)
- Potele, ex calciatore spagnolo (Madrid, n. 1947)
- Zeca, ex calciatore portoghese (Funchal, n. 1975)

## H(11)
- José Henríquez, ex calciatore salvadoregno (Jutiapa, n. 1987)
- Manu Hernando, calciatore spagnolo (Palencia, n. 1998)
- José Santiago Hernández, calciatore messicano (Guadalajara, n. 1997)
- José Hernández González, calciatore spagnolo (Arrecife, n. 1926 - Las Palmas de Gran Canaria, † 2011)
- José Hernández, calciatore venezuelano (Caracas, n. 1997)
- José María Herrera, calciatore argentino (San Miguel de Tucumán, n. 2003)
- José Herrera, calciatore boliviano (Cobija, n. 2003)
- José María Higareda, ex calciatore messicano (Guadalajara, n. 1969)
- José Holebas, ex calciatore tedesco (Aschaffenburg, n. 1984)
- Norberto Huezo, calciatore e allenatore di calcio salvadoregno (San Salvador, n. 1956 - † 2025)
- José Hurtado, calciatore ecuadoriano (Santo Domingo, n. 2001)

## I(5)
- José María Igartua, ex calciatore spagnolo (Elorrio, n. 1950)
- José Domingo Insfrán, ex calciatore paraguaiano (n. 1949)
- José Iraragorri, calciatore spagnolo (Galdakao, n. 1912 - Galdakao, † 1983)
- José Ivaldo Almeida Silva, calciatore brasiliano (Maceió, n. 1997)
- José Izquierdo, ex calciatore colombiano (Pereira, n. 1992)

## J(16)
- José Jaikel, ex calciatore costaricano (n. 1966)
- José Marcelo Januário de Araújo, calciatore brasiliano (Caiçara, n. 1972 - João Pessoa, † 2018)
- José Luis Jerez, ex calciatore cileno (Santiago del Cile, n. 1978)
- José Luis Jiménez, calciatore cileno (Curanilahue, n. 1983)
- José Luis Jiménez, ex calciatore venezuelano (n. 1968)
- José Francisco Nieto, calciatore colombiano (Cúcuta, n. 1955 - Cúcuta, † 2021)
- José Francisco Jovel, ex calciatore salvadoregno (Usulután, n. 1951)
- José Juncosa, calciatore e allenatore di calcio spagnolo (Les Borges Blanques, n. 1922 - Reus, † 2003)
- José Júnior, ex calciatore brasiliano (Fortaleza, n. 1976)
- José Ángel Jurado, calciatore spagnolo (Siviglia, n. 1992)
- José Manuel Jurado, ex calciatore spagnolo (Sanlúcar de Barrameda, n. 1986)
- José María Jáuregui, calciatore spagnolo (Getxo, n. 1896 - † 1988)
- José Anilton Júnior, ex calciatore brasiliano (Penedo, n. 1980)
- José Manuel Jiménez Ortiz, ex calciatore spagnolo (Tarifa, n. 1981)
- José João Pereira, calciatore est-timorese (Dili, n. 1981)
- Zé Vítor, ex calciatore portoghese (Funchal, n. 1982)

## K(1)
- José Kanté, ex calciatore spagnolo (Sabadell, n. 1990)

## L(31)
- José María Laca, calciatore spagnolo (n. 1898 - † 1977)
- José Laiolo, calciatore argentino (Rosario, n. 1897)
- José Luis Lamadrid, calciatore messicano (n. 1930 - † 2021)
- José María Lasa, ex calciatore spagnolo (Andoain, n. 1948)
- José Antonio Latorre, ex calciatore spagnolo (Bilbao, n. 1941)
- José María Lavalle, calciatore peruviano (n. 1902 - † 1984)
- José Carlos Lazo, calciatore spagnolo (Sanlúcar de Barrameda, n. 1996)
- José Legarreta, calciatore spagnolo (Lerrabezúa, n. 1903 - Bilbao, † 1957)
- José Leguizamón, calciatore paraguaiano (Areguá, n. 1991)
- José Leitón, calciatore costaricano (San José, n. 1993)
- José León Bernal, calciatore spagnolo (Madrid, n. 1995)
- José Leudo, calciatore colombiano (Apartadó, n. 1983)
- José Lezcano, calciatore uruguaiano
- Zé Vítor, calciatore brasiliano (Goiana, n. 2001)
- José Reinaldo de Lima, ex calciatore e politico brasiliano (Ponte Nova, n. 1957)
- José Alexandre Alves Lindo, ex calciatore brasiliano (Santo André, n. 1973)
- José Loayza, ex calciatore boliviano (Santa Cruz de la Sierra, n. 1976)
- José Alfredo López, calciatore e dirigente sportivo argentino (Buenos Aires, n. 1897 - † 1969)
- José Luis López, calciatore costaricano (San José, n. 1981)
- José Lorenzo, ex calciatore uruguaiano
- José Lozano, calciatore messicano (Guadalajara, n. 1998)
- José Manzanedo, ex calciatore spagnolo (Burgos, n. 1956)
- José Luis, calciatore portoghese (n. 1910)
- José Luján, calciatore peruviano (Trujillo, n. 1997)
- José Juan Luque, ex calciatore spagnolo (Cantillana, n. 1977)
- Antonio López Herranz, calciatore e allenatore di calcio spagnolo (Madrid, n. 1913 - Città del Messico, † 1959)
- José Luis López Peinado, ex calciatore spagnolo (Tétouan, n. 1943)
- José María López de Silva, ex calciatore spagnolo (Huelva, n. 1983)
- José Manuel López, calciatore argentino (San Lorenzo, n. 2000)
- José López, ex calciatore messicano (Mexicali, n. 1951)
- José Luis Panizo, calciatore spagnolo (Sestao, n. 1922 - Bilbao, † 1990)

## M(100)
- Conhé, ex calciatore e allenatore di calcio portoghese (Alhos Vedros, n. 1945)
- Costuras, calciatore portoghese (Sesimbra, n. 1913)
- Dequinha, calciatore e allenatore di calcio brasiliano (Mossoró, n. 1928 - Aracaju, † 1997)
- José Ramón Martínez Larrauri, ex calciatore spagnolo (Bilbao, n. 1940)
- José Macaia, calciatore angolano (n. 1994)
- José Machín, calciatore equatoguineano (Bata, n. 1996)
- José Macia, ex calciatore e allenatore di calcio brasiliano (Santos, n. 1935)
- José Juan Macías, calciatore messicano (Guadalajara, n. 1999)
- José Macrí, calciatore argentino (Buenos Aires, n. 1917 - † 1987)
- José Madueña, calciatore messicano (Mexicali, n. 1990)
- Jonny Magallón, ex calciatore messicano (Ocotlán, n. 1981)
- José Magriñá, calciatore cubano (n. 1912 - † 1988)
- José Malleo, ex calciatore argentino (Rosario, n. 1944)
- José Mamede, ex calciatore portoghese (Alcácer do Sal, n. 1974)
- Mauricio Manzano, ex calciatore salvadoregno (San Salvador, n. 1943)
- José Marante, calciatore e allenatore di calcio argentino (Buenos Aires, n. 1915 - Buenos Aires, † 1993)
- José María Martín Bejarano-Serrano, ex calciatore spagnolo (Rota, n. 1987)
- José Roberto Marques, calciatore brasiliano (San Paolo, n. 1945 - Serra Negra, † 2016)
- Fernando Marqués, ex calciatore spagnolo (Madrid, n. 1984)
- Álex Martín, calciatore spagnolo (Las Palmas de Gran Canaria, n. 1998)
- Israel Martínez, ex calciatore messicano (Città del Messico, n. 1981)
- José Guadalupe Martínez, ex calciatore messicano (León, n. 1983)
- José Martínez González, calciatore messicano (El Arenal, n. 1953 - Puebla de Zaragoza, † 1981)
- José Nivaldo Martins Constante, ex calciatore brasiliano (n. 1974)
- José Carlos Martins Ferreira, ex calciatore portoghese (Lisbona, n. 1966)
- José Manuel Martins, calciatore portoghese (n. 1906 - † 1994)
- José María Martín, calciatore e allenatore di calcio spagnolo (La Coruña, n. 1924 - La Coruña, † 2006)
- José Martínez Cervera, ex calciatore spagnolo (Barcellona, n. 1983)
- José Martínez Díaz, ex calciatore cileno (Curicó, n. 1991)
- José Antonio Martínez Gil, calciatore spagnolo (La Palma del Condado, n. 1993)
- José Marsà, calciatore spagnolo (Esplugues de Llobregat, n. 2002)
- José María Martínez Muguerza, ex calciatore spagnolo (Pasaia, n. 1942)
- José Orlando Martínez, ex calciatore salvadoregno (San Salvador, n. 1979)
- Sigi Martínez, ex calciatore e allenatore di calcio peruviano (El Callao, n. 1943)
- Pirri, ex calciatore spagnolo (Ceuta, n. 1945)
- Manolo, ex calciatore spagnolo (Caravaca de la Cruz, n. 1960)
- José Andrés Martínez, calciatore venezuelano (Maracaibo, n. 1994)
- José Joaquín Martínez, ex calciatore messicano (Città del Messico, n. 1987)
- José Miguel Marín, calciatore argentino (Río Tercero, n. 1945 - † 1991)
- José Joaquín Matos García, calciatore spagnolo (Utrera, n. 1995)
- José Mauri, calciatore argentino (Realicó, n. 1996)
- José María Medina, calciatore uruguaiano (Paysandú, n. 1921 - Montevideo, † 2005)
- José Luis Medrano, ex calciatore boliviano (Santa Cruz de la Sierra, n. 1962)
- José Manuel Mejías, ex calciatore spagnolo (Cadice, n. 1959)
- José Milton Melgar, ex calciatore boliviano (Santa Cruz de la Sierra, n. 1959)
- José Mena, calciatore costaricano (San José, n. 1989)
- Martín Menacho, ex calciatore boliviano (Santa Cruz de la Sierra, n. 1973)
- José Manuel Mendes Gomes, calciatore portoghese (Cabeceiras de Basto, n. 1996)
- José Alberto Mendoza, calciatore honduregno (Olanchito, n. 1989)
- José Mendoza Zambrano, ex calciatore peruviano (Pisco, n. 1982)
- José de Jesús Mendoza Magaña, ex calciatore messicano (Città del Messico, n. 1979)
- José Mera, ex calciatore colombiano (Puerto Tejada, n. 1979)
- José Mesiano, calciatore argentino (Villa Lynch, n. 1942 - † 2017)
- José Alí Meza, calciatore venezuelano (Ciudad Bolívar, n. 1991)
- José Meza, calciatore costaricano (Cartago, n. 1920 - † 1988)
- José Mina, ex calciatore colombiano (n. 1954)
- José Minella, calciatore e allenatore di calcio argentino (Mar del Plata, n. 1909 - Buenos Aires, † 1981)
- José Mingorance, ex calciatore spagnolo (Castro de Sanabria, n. 1938)
- José Miguel Minhonha, ex calciatore angolano (n. 1966)
- José Miracca, calciatore paraguaiano (n. 1903)
- Josete Miranda, calciatore spagnolo (Getafe, n. 1998)
- Zito, calciatore brasiliano (Roseira, n. 1932 - Santos, † 2015)
- José Luis Molinuevo, calciatore e allenatore di calcio spagnolo (Bilbao, n. 1917 - Gijón, † 2002)
- José Montagnoli, calciatore argentino (Magdalena, n. 1926 - Parigi, † 1994)
- José Monteiro de Macedo, ex calciatore guineense (Algeri, n. 1982)
- José Montiel, calciatore paraguaiano (Itauguá, n. 1988)
- José Mora, ex calciatore ecuadoriano (Guayaquil, n. 1975)
- José Morais Rodrigues, ex calciatore brasiliano (João Pessoa, n. 1942)
- José Francisco de Morais, calciatore brasiliano (Belo Horizonte, n. 1948 - Botucatu, † 1999)
- José Morales Berriguete, calciatore spagnolo (Carabanchel Bajo, n. 1915 - Santa Pola, † 1999)
- José Luis Morales Nogales, calciatore spagnolo (Madrid, n. 1987)
- José Luis Morales Martín, ex calciatore spagnolo (Madrid, n. 1973)
- Leonardo Morales, ex calciatore venezuelano (El Tigre, n. 1978)
- José Hermes Moreira, ex calciatore uruguaiano (n. 1958)
- Joselu, ex calciatore spagnolo (Cartaya, n. 1991)
- José David Moreno Chacón, ex calciatore venezuelano (Cumaná, n. 1982)
- José Vicente Moreno, ex calciatore ecuadoriano (Ambato, n. 1962)
- José Alcides Moreno Mora, ex calciatore colombiano (Santander de Quilichao, n. 1981)
- José Manuel Moreno, calciatore argentino (Buenos Aires, n. 1916 - Buenos Aires, † 1978)
- Tete Morente, calciatore spagnolo (La Línea de la Concepción, n. 1996)
- José Moris, ex calciatore cileno (Santiago del Cile, n. 1939)
- Daniel Morón, ex calciatore cileno (Tunuyán, n. 1959)
- José Luis Mosquera Losada, ex calciatore spagnolo (Caracas, n. 1967)
- José Luis Mosquera Moreno, calciatore colombiano (Turbo, n. 1995)
- José Mota, calciatore portoghese (n. 1919)
- José María Movilla, ex calciatore spagnolo (Madrid, n. 1975)
- José Muguerza, calciatore e allenatore di calcio spagnolo (Eibar, n. 1911 - Città del Messico, † 1980)
- José Luis Munguía, calciatore salvadoregno (Chalchuapa, n. 1959 - San Salvador, † 1985)
- José Luis Muñoz, ex calciatore cileno (Rancagua, n. 1987)
- José Luis Muñoz León, calciatore spagnolo (Malaga, n. 1997)
- Pepe Castaño, calciatore spagnolo (Arcos de la Frontera, n. 1998)
- José Ignacio Martínez García, calciatore spagnolo (Madrid, n. 1989)
- José Reis, calciatore portoghese (n. 1911)
- José Vitor Moreira Semedo, ex calciatore portoghese (Setúbal, n. 1985)
- José Sá, calciatore portoghese (Braga, n. 1993)
- José Varela, calciatore capoverdiano (n. 1997)
- Zé Elias, ex calciatore brasiliano (San Paolo, n. 1976)
- Zé Luís, calciatore capoverdiano (Fogo, n. 1991)
- Zé Rodolpho, ex calciatore brasiliano (Rio de Janeiro, n. 1984)
- José Luís Mendes Lopes, calciatore guineense (Bissau, n. 1992)

## N(17)
- José Naranjo, calciatore messicano (La Experiencia, n. 1926 - Guadalajara, † 2012)
- José Navarro, ex calciatore peruviano (n. 1948)
- Leonardo Navarro, calciatore messicano (n. 1915 - † 2000)
- José Navarro Aparicio, ex calciatore spagnolo (Granada, n. 1952)
- José Naya, calciatore uruguaiano (n. 1896 - † 1977)
- José Nazar, ex calciatore honduregno (Tegucigalpa, n. 1952)
- José Nehin, calciatore argentino (San Juan, n. 1905 - † 1957)
- José Neris, calciatore uruguaiano (Montevideo, n. 2000)
- José Neto, calciatore portoghese (Montijo, n. 1935 - Lisbona, † 1987)
- Alfonso Nieto, ex calciatore messicano (Città del Messico, n. 1991)
- José Carlos Júnior, ex calciatore brasiliano (Guarapari, n. 1985)
- José María Noriega, ex calciatore spagnolo (Bilbao, n. 1958)
- José Antonio Noriega, ex calciatore messicano (Città del Messico, n. 1969)
- José Ariel Núñez, calciatore paraguaiano (Asunción, n. 1988)
- José María Núñez, ex calciatore spagnolo (Tolosa, n. 1952)
- José Manuel Núñez Martín, calciatore spagnolo (La Puebla del Río, n. 1997)
- Zé Carlos, calciatore portoghese (Matosinhos, n. 2001)

## O(11)
- José Ignacio Oñaederra, ex calciatore spagnolo (Santurtzi, n. 1952)
- José Nabil Ondo, calciatore equatoguineano (Ebebiyín, n. 2005)
- Jaime Ordiales, ex calciatore messicano (Città del Messico, n. 1962)
- José Miguel Organista Simões Aguiar, ex calciatore portoghese (Póvoa de Varzim, n. 1981)
- José Ortigoza, calciatore paraguaiano (Asunción, n. 1987)
- José Enrique Ortiz, calciatore colombiano (San Andrés de Tumaco, n. 1998)
- Pepe Ortiz, calciatore spagnolo (Gijón, n. 1931 - Gijón, † 2001)
- José Guillermo Ortiz, calciatore costaricano (San José, n. 1992)
- Santos Ortíz, calciatore salvadoregno (San Miguel, n. 1990)
- José María Orúe, calciatore spagnolo (Bilbao, n. 1931 - Bilbao, † 2007)
- Harrison Otálvaro, ex calciatore colombiano (Cali, n. 1986)

## P(58)
- Dodô, calciatore brasiliano (Campinas, n. 1992)
- José Ferdinando Puglia, calciatore brasiliano (São José do Rio Pardo, n. 1937 - San Paolo, † 2015)
- Gil Baiano, ex calciatore brasiliano (Tucano, n. 1966)
- José Pedro Alberto, calciatore angolano (Luanda, n. 1987)
- José Pacheco Gómez, calciatore e giornalista spagnolo (Santander, n. 1947 - Santander, † 2022)
- José Pachuca, calciatore messicano (Acapulco, n. 2005)
- José Padrón, calciatore spagnolo (Las Palmas de Gran Canaria, n. 1906 - † 1966)
- José Luis Palomino, calciatore argentino (San Miguel, n. 1990)
- José Paradela, calciatore argentino (Quiroga, n. 1998)
- José Pardo, calciatore spagnolo (Puçol, n. 1988)
- José Paredes, calciatore spagnolo (Albal, n. 1933 - Albal, † 1992)
- José Parmigiani, ex calciatore argentino (n. 1981)
- José Parra Martínez, calciatore spagnolo (Blanes, n. 1925 - Terrassa, † 2016)
- José Pastinelli, ex calciatore francese (Nonza, n. 1959)
- José Pastoriza, calciatore e allenatore di calcio argentino (Rosario, n. 1942 - Buenos Aires, † 2004)
- Fabián Paz y Miño, ex calciatore ecuadoriano (Quito, n. 1953)
- Jota, ex calciatore spagnolo (Vigo, n. 1991)
- José Enrique Peña, ex calciatore uruguaiano (Montevideo, n. 1963)
- José Perácio, calciatore brasiliano (Nova Lima, n. 1917 - Rio de Janeiro, † 1977)
- José Percudani, ex calciatore argentino (Bragado, n. 1965)
- Omar Perdomo, calciatore spagnolo (Las Palmas, n. 1993)
- Emmanuel Perea, ex calciatore argentino (San Miguel de Tucumán, n. 1985)
- José Pereda, ex calciatore peruviano (Lima, n. 1973)
- José Márcio Pereira da Silva, ex calciatore brasiliano (Leopoldina, n. 1949)
- José Carlos Nascimento, ex calciatore brasiliano (Goiânia, n. 1965)
- José Pereira, ex calciatore portoghese (Torres Vedras, n. 1931)
- Jesús Perera, ex calciatore spagnolo (Olivenza, n. 1980)
- José Pérez, calciatore uruguaiano (Montevideo, n. 1897 - † 1920)
- José Alberto Pérez, ex calciatore argentino (n. 1947)
- José Perlaza, ex calciatore ecuadoriano (Esmeraldas, n. 1981)
- José Manuel Pesudo, calciatore spagnolo (Almazora, n. 1936 - Valencia, † 2003)
- José Peñarrieta, calciatore boliviano (Yacuíba, n. 1988)
- José Antonio Pikabea, ex calciatore spagnolo (Hondarribia, n. 1970)
- José Élber Pimentel da Silva, calciatore brasiliano (Passo de Camaragibe, n. 1992)
- José Pinto, calciatore honduregno (Tegucigalpa, n. 1997)
- José Manuel Pinto, ex calciatore spagnolo (El Puerto de Santa María, n. 1975)
- José Antonio Plá, ex calciatore argentino (Rosario, n. 1945)
- José Luis Ponce Alcázar, calciatore spagnolo (Murcia, n. 1942 - † 2021)
- José Daniel Ponce, ex calciatore argentino (n. 1962)
- José Ponzinibio, calciatore argentino (Buenos Aires, n. 1906)
- José Francisco Porras, ex calciatore costaricano (Grecia, n. 1970)
- OJ Porteria, calciatore statunitense (Richmond, n. 1994)
- José Ángel Pozo, calciatore spagnolo (Fuengirola, n. 1996)
- José Miguel Prieto, ex calciatore spagnolo (Albacete, n. 1971)
- Ignacio Prieto, ex calciatore cileno (Santiago del Cile, n. 1943)
- Zezé Procópio, calciatore brasiliano (Varginha, n. 1913 - Valença, † 1980)
- José Puente, ex calciatore uruguaiano (Montevideo, n. 1968)
- Adalid Puerto, ex calciatore honduregno (Olanchito, n. 1979)
- José Puig Puig, calciatore spagnolo (Sant Martí de Llémena, n. 1922 - Salt, † 1997)
- Ismael Páez, calciatore venezuelano (Miranda, n. 1992)
- José Félix Pérez Aguerri, ex calciatore spagnolo (Milagro, n. 1955)
- Agustín Pérez, calciatore uruguaiano (Carmelo, n. 2000)
- José Luis Pérez-Payá, calciatore spagnolo (Alcoy, n. 1928 - Madrid, † 2022)
- José Pérides, ex calciatore portoghese (n. 1935)
- José Ribeiro, ex calciatore portoghese (Vila Nova da Barquinha, n. 1957)
- José Romão, ex calciatore e allenatore di calcio portoghese (Beja, n. 1954)
- José Pintos Saldanha, ex calciatore uruguaiano (Artigas, n. 1964)
- Zé Sérgio, ex calciatore brasiliano (San Paolo, n. 1957)

## Q(4)
- José Quezada, calciatore cileno (Santiago del Cile, n. 1990)
- José Quintanilla, calciatore salvadoregno (Sonsonate, n. 1947 - † 1977)
- José Quintero, calciatore ecuadoriano (Quinindé, n. 1990)
- José Quirante, calciatore e allenatore di calcio spagnolo (Alicante, n. 1883 - Barcellona, † 1964)

## R(76)
- Chema, calciatore spagnolo (Caudete, n. 1992)
- José Furtado, ex calciatore capoverdiano (Praia, n. 1983)
- José Garrido, calciatore e allenatore di calcio portoghese (Luanda, n. 1960 - Lisbona, † 2024)
- José Mari, ex calciatore spagnolo (Siviglia, n. 1978)
- Josetxo, ex calciatore spagnolo (Pamplona, n. 1977)
- José Henrique, ex calciatore portoghese (Seixal, n. 1943)
- José Manuel Rodríguez Morgade, ex calciatore spagnolo (Wetzikon, n. 1984)
- José Mota, ex calciatore brasiliano (São Paulo, n. 1979)
- Pernambuco, calciatore brasiliano (Itamaracá, n. 1998)
- Pirulo, calciatore spagnolo (Los Barrios, n. 1992)
- Antonio Rada, calciatore colombiano (Sabanalarga, n. 1937 - Barranquilla, † 2014)
- José Ramos, calciatore argentino
- José Ramos Delgado, calciatore e allenatore di calcio argentino (Quilmes, n. 1935 - Villa Elisa, † 2010)
- José Ramos, calciatore e allenatore di calcio argentino (Quilmes, n. 1918 - Lomas de Zamora, † 1969)
- José Ramos, calciatore portoghese (n. 1899)
- José David Ramírez, calciatore messicano (León, n. 1995)
- José Francisco Ramírez, ex calciatore honduregno (Amapala, n. 1976)
- José Carlos Ramírez Suárez, calciatore spagnolo (Paradas, n. 1996)
- Raúl Rangel, calciatore messicano (Zapotlán el Grande, n. 2000)
- José Renato da Silva Júnior, calciatore brasiliano (Maceió, n. 1990)
- José Manuel Rey, ex calciatore venezuelano (Caracas, n. 1975)
- José Alejandro Reyes, calciatore honduregno (Tegucigalpa, n. 1997)
- José Antonio Reyes, calciatore spagnolo (Utrera, n. 1983 - Alcalá de Guadaíra, † 2019)
- José Rodolfo Reyes, ex calciatore messicano (Gómez Palacio, n. 1988)
- José Pilar Reyes, ex calciatore messicano (Aguascalientes, n. 1955)
- José Luis Reyna, ex calciatore peruviano (Huancayo, n. 1972)
- Yordy Reyna, calciatore peruviano (Chiclayo, n. 1993)
- Héctor Rial, calciatore argentino (Pergamino, n. 1928 - Madrid, † 1991)
- José Riasco, calciatore venezuelano (Ciudad Guayana, n. 2004)
- Brayan Riascos, calciatore colombiano (Buenaventura, n. 1994)
- José Leonardo Ribeiro da Silva, ex calciatore brasiliano (San Paolo, n. 1988)
- José Luis Rico, ex calciatore spagnolo (Melgar de Fernamental, n. 1944)
- Adolfo Ríos, ex calciatore messicano (Uruapan, n. 1966)
- José Rivas, calciatore venezuelano (Valera, n. 1998)
- José Arturo Rivas, ex calciatore messicano (Coatzacoalcos, n. 1984)
- José María Rivas, calciatore salvadoregno (San Salvador, n. 1958 - † 2016)
- José Daniel Rivera Martínez, calciatore peruviano (Tarapoto, n. 1997)
- José Higinio Rivera, ex calciatore ecuadoriano (San Lorenzo, n. 1963)
- Ignacio Rivero, calciatore uruguaiano (Montevideo, n. 1992)
- José Rives, ex calciatore spagnolo (Madrid, n. 1940)
- José Roberto de Oliveira, ex calciatore brasiliano (Itumbiara, n. 1980)
- José Lázaro Robles, calciatore brasiliano (San Paolo, n. 1924 - Campinas, † 1996)
- José Maria Rodrigues Alves, ex calciatore brasiliano (Botucatu, n. 1949)
- Andy Rodríguez, calciatore spagnolo (Almuñécar, n. 1990)
- José Antonio Rodríguez Romero, calciatore messicano (Guadalajara, n. 1992)
- José Luis Rodríguez Bebanz, calciatore uruguaiano (Canelones, n. 1997)
- José Luis Rodríguez, calciatore panamense (Panama, n. 1998)
- José Rodríguez Martínez, calciatore spagnolo (La Vila Joiosa, n. 1994)
- José Iván Rodríguez, calciatore messicano (Morelia, n. 1996)
- José Adolfo Rodríguez, calciatore argentino (Buenos Aires, n. 1922)
- José Antonio Rodríguez, calciatore cubano (L'Avana, n. 1912 - Santiago di Cuba, † 1978)
- José Antonio Rodríguez López, ex calciatore spagnolo (Megeces, n. 1938)
- Memo Rodríguez, calciatore statunitense (Wharton, n. 1995)
- José Manuel Rojas, ex calciatore cileno (Talagante, n. 1983)
- José Ángel Rojo, ex calciatore spagnolo (Bilbao, n. 1948)
- José Francisco Rojo, calciatore e allenatore di calcio spagnolo (Bilbao, n. 1947 - Leioa, † 2022)
- Romera, calciatore spagnolo (Xirivella, n. 1987)
- José David Romero, calciatore argentino (Corrientes, n. 2003)
- José Romo, calciatore venezuelano (Turén, n. 1993)
- José Ramón Romo, ex calciatore spagnolo (Siviglia, n. 1963)
- José Romário Silva de Souza, calciatore brasiliano (Ceará-Mirim, n. 1994)
- José Luis Rondo, ex calciatore spagnolo (Palma di Maiorca, n. 1976)
- Salomón Rondón, calciatore venezuelano (Caracas, n. 1989)
- Santiago Rosales, calciatore argentino (Mar del Plata, n. 1995)
- José Antonio Rubio, calciatore spagnolo (Cieza, n. 1934 - Cieza, † 2005)
- José Manuel Rueda, calciatore spagnolo (Linares, n. 1988)
- José Ruiz Aguilar, calciatore messicano (Città del Messico, n. 1904)
- José Ángel Ruiz López, ex calciatore spagnolo (Burgos, n. 1962)
- Andy Ruiz, calciatore guatemalteco (Città del Guatemala, n. 1996)
- José Russo, ex calciatore uruguaiano (Montevideo, n. 1958)
- José Ruvalcaba Martínez, calciatore messicano
- José Ruvalcaba, calciatore messicano
- José Río, calciatore uruguaiano (Montevideo, n. 2004)
- José Antonio Ríos, calciatore spagnolo (Siviglia, n. 1990)
- José Simões, calciatore portoghese (n. 1913 - † 1944)
- Zé Vitor, ex calciatore brasiliano (São José do Rio Preto, n. 1991)

## S(56)
- Carlinhos Bala, ex calciatore brasiliano (Recife, n. 1979)
- José Fagner Silva da Luz, ex calciatore brasiliano (Agrestina, n. 1988)
- Guga, ex calciatore brasiliano (Rosário do Catete, n. 1977)
- José Henrique Souto Esteves, ex calciatore portoghese (Braga, n. 1980)
- José Enrique, ex calciatore spagnolo (Valencia, n. 1986)
- Joselu, calciatore spagnolo (Stoccarda, n. 1990)
- José Moreira, ex calciatore portoghese (Massarelos, n. 1982)
- José Sacía, calciatore e allenatore di calcio uruguaiano (Treinta y Tres, n. 1933 - † 1996)
- José Saez, ex calciatore francese (Menen, n. 1982)
- José Sagredo, calciatore boliviano (Santa Cruz de la Sierra, n. 1994)
- José Luis Salcedo Nieto, ex calciatore spagnolo (Aranjuez, n. 1959)
- José Luis Saldaño, calciatore argentino (Buenos Aires, n. 1948 - Santa Fe, † 2019)
- José Antonio Salguero, ex calciatore spagnolo (Fuente de Piedra, n. 1960)
- José Salinas Morán, calciatore spagnolo (Callosa de Segura, n. 2000)
- José Salomón, calciatore argentino (La Plata, n. 1916 - † 1990)
- José Salvatierra, calciatore costaricano (n. 1989)
- José San Román, ex calciatore argentino (San Martín, n. 1988)
- José Luis Sánchez Moretti, ex calciatore cileno (Santiago del Cile, n. 1970)
- Tente Sánchez, ex calciatore spagnolo (Barcellona, n. 1956)
- José Sand, ex calciatore argentino (Bella Vista, n. 1980)
- José Sanfilippo, ex calciatore argentino (Buenos Aires, n. 1935)
- Roberto Santamaría Calavia, ex calciatore spagnolo (Pamplona, n. 1962)
- José Sastre Perciba, calciatore spagnolo (Barcellona, n. 1908 - † 1962)
- José Ignacio Saénz Marín, ex calciatore spagnolo (Logroño, n. 1973)
- Arturo Scarcella, calciatore argentino
- José Manuel Sempere, ex calciatore spagnolo (Torrellano, n. 1958)
- Rolando Serrano, calciatore colombiano (Pamplona, n. 1938 - Cúcuta, † 2022)
- José Serrizuela, ex calciatore argentino (Palo, n. 1962)
- José Shaffer, ex calciatore argentino (Córdoba, n. 1985)
- José Luis Sierra Cabrera, calciatore cileno (Santiago del Cile, n. 1997)
- Luis Sierra, ex calciatore spagnolo (Alba de los Cardaños, n. 1965)
- José Manuel Suárez Rivas, ex calciatore spagnolo (Barakaldo, n. 1974)
- Zé Vitor, calciatore brasiliano (Goiânia, n. 2000)
- José Manuel Silva Oliveira, calciatore portoghese (Braga, n. 1990)
- José Silva, calciatore portoghese (n. 1903 - Nevado de Longaví, † 1961)
- José Luis Sinisterra, calciatore colombiano (Buenaventura, n. 1998)
- José Manuel Soares Louro, calciatore portoghese (Lisbona, n. 1908 - Lisbona, † 1931)
- José Aldo, calciatore brasiliano (Surubim, n. 1998)
- Pablo Soda, calciatore argentino (Jesús María, n. 1994)
- Júnior Brasília, ex calciatore brasiliano (Alvinópolis, n. 1958)
- José Soriano, calciatore peruviano (Chiclayo, n. 1917 - Buenos Aires, † 2011)
- José Soroa, ex calciatore uruguaiano (Montevideo, n. 1949)
- José Ernesto Sosa, calciatore argentino (Carcarañá, n. 1985)
- José Luis Sosa, calciatore uruguaiano (n. 1956 - Montevideo, † 2021)
- Paulo Sousa, ex calciatore portoghese (Lousada, n. 1975)
- José Hugo, calciatore brasiliano (João Pessoa, n. 1999)
- José Ivanaldo de Souza, ex calciatore brasiliano (Itajá, n. 1975)
- José Spirolazzi, calciatore argentino (Rojas, n. 1915)
- José Surano, calciatore argentino (Buenos Aires, n. 1920)
- José María Suárez, calciatore argentino (Villa Dolores, n. 1951 - Buenos Aires, † 2025)
- Arón Sánchez, calciatore peruviano (Callao, n. 2003)
- José María Sánchez Guerra, ex calciatore spagnolo (Badajoz, n. 1965)
- Josema, calciatore spagnolo (Lorquí, n. 1996)
- José María Sánchez Lage, calciatore e allenatore di calcio argentino (Buenos Aires, n. 1931 - Buenos Aires, † 2004)
- Zé António, ex calciatore portoghese (Torres Vedras, n. 1977)
- Zé Uilton, calciatore brasiliano (Itapitanga, n. 1992)

## T(15)
- José Taira, ex calciatore portoghese (Lisbona, n. 1968)
- José Rui Tavares da Veiga, ex calciatore portoghese (Póvoa de Santa Iria, n. 1982)
- José Antonio Tejedor, calciatore e allenatore di calcio spagnolo (Pedrajas de San Esteban, n. 1943 - Valladolid, † 2025)
- José Carlos Tofolo Júnior, ex calciatore brasiliano (Valinhos, n. 1989)
- José Tognola, calciatore uruguaiano
- David Toledo, ex calciatore messicano (Juchitán de Zaragoza, n. 1982)
- José Torrealba, ex calciatore venezuelano (Acarigua, n. 1980)
- José Francisco Torres, calciatore statunitense (Longview, n. 1987)
- José Rolando Torres, ex calciatore salvadoregno (San Francisco Morazán, n. 1982)
- José Augusto Torres, calciatore e allenatore di calcio portoghese (Santarém, n. 1938 - Lisbona, † 2010)
- José Anthony Torres, ex calciatore panamense (n. 1972)
- José Touré, ex calciatore francese (Nancy, n. 1961)
- José Manuel Traba, ex calciatore spagnolo (Fisterra, n. 1957)
- Zé Beto, calciatore portoghese (Matosinhos, n. 1960 - Porto, † 1990)
- Zé Carlos, calciatore portoghese (Lousada, n. 1998)

## U(3)
- José Ángel Uribarrena, ex calciatore spagnolo (Portugalete, n. 1969)
- José Urruzmendi, ex calciatore uruguaiano (n. 1944)
- José Antonio Urtiaga, calciatore spagnolo (Eibar, n. 1942 - San Sebastián, † 2024)

## V(37)
- José Fernando Viana de Santana, ex calciatore brasiliano (Rio de Janeiro, n. 1987)
- José Orlando Vinha Rocha Semedo, ex calciatore portoghese (Ovar, n. 1965)
- José Verdú, ex calciatore spagnolo (Santomera, n. 1983)
- Joselito Vaca, calciatore boliviano (Santa Cruz de la Sierra, n. 1982)
- José Valdivieso, calciatore e allenatore di calcio argentino (San Martín, n. 1921 - † 1996)
- José Ángel Valdés, ex calciatore spagnolo (Gijón, n. 1989)
- José Adolfo Valencia, calciatore colombiano (Cali, n. 1991)
- José Luis Valencia, ex calciatore ecuadoriano (Quinindé, n. 1982)
- José Daniel Valencia, ex calciatore argentino (San Salvador de Jujuy, n. 1955)
- José Luis Valiente, calciatore spagnolo (Alzira, n. 1991)
- José Valle Mas, calciatore spagnolo (Oliete, n. 1918 - Barcellona, † 2005)
- José Van Tuyne, ex calciatore argentino (Rosario, n. 1954)
- José Vantolrá, ex calciatore messicano (Città del Messico, n. 1943)
- José Vanzzino, calciatore uruguaiano (Montevideo, n. 1893 - † 1977)
- José Pablo Varela, calciatore uruguaiano (Florida, n. 1988)
- José Jacinto Vega, ex calciatore ecuadoriano (Quito, n. 1958)
- José Velásquez Colón, calciatore honduregno (La Ceiba, n. 1989)
- Guadelupe Velázquez, calciatore messicano (n. 1923 - † 2012)
- José Manuel Velázquez, calciatore venezuelano (Ciudad Bolívar, n. 1990)
- Iván Vélez, ex calciatore colombiano (Palmira, n. 1984)
- José Velásquez, ex calciatore peruviano (Lima, n. 1954)
- José Verdún, calciatore uruguaiano (Montevideo, n. 1945 - Cúcuta, † 2018)
- José Vicente Train, ex calciatore spagnolo (Barcellona, n. 1931)
- José María Vidal, calciatore spagnolo (Madrid, n. 1935 - Valencia, † 1986)
- José Vidal, calciatore uruguaiano (Montevideo, n. 1896 - Montevideo, † 1974)
- José Villafuerte, ex calciatore ecuadoriano (Esmeraldas, n. 1956)
- José Villalobos, calciatore costaricano (n. 1981)
- José Luis Villanueva, ex calciatore cileno (Santiago del Cile, n. 1981)
- José Villarreal, ex calciatore statunitense (Inglewood, n. 1993)
- José Villegas, calciatore e allenatore di calcio messicano (La Experiencia, n. 1934 - † 2021)
- José Luis Violeta, calciatore spagnolo (Saragozza, n. 1941 - Saragozza, † 2022)
- Zé Rafael, calciatore brasiliano (Ponta Grossa, n. 1993)
- José Vizcarra, ex calciatore argentino (Rosario, n. 1984)
- José Pierre Vunguidica, calciatore angolano (Luanda, n. 1990)
- José Juan Vázquez, calciatore messicano (Celaya, n. 1988)
- José Vázquez, calciatore argentino (n. 1940 - † 2016)
- Zé Castro, ex calciatore portoghese (Coimbra, n. 1983)

## Y(3)
- José Yates, ex calciatore cileno (Talca, n. 1972)
- José María Yermo, calciatore, pistard e lunghista spagnolo (Getxo, n. 1903 - Bilbao, † 1960)
- José Yudica, calciatore e allenatore di calcio argentino (Rosario, n. 1937 - † 2021)

## Z(12)
- José Luis Zabala, calciatore spagnolo (Irún, n. 1898 - Barcellona, † 1946)
- José Zacarias, ex calciatore guatemalteco (Coatepeque, n. 1982)
- José Ignacio Zahínos, ex calciatore spagnolo (Madrid, n. 1977)
- José Zalazar, ex calciatore uruguaiano (Montevideo, n. 1963)
- José Antonio Zaldúa, calciatore spagnolo (Elizondo, n. 1941 - Sant Andreu de Llavaneres, † 2018)
- José Zamanillo, ex calciatore spagnolo (Gerona, n. 1938)
- José María Zárraga, calciatore spagnolo (Getxo, n. 1930 - Madrid, † 2012)
- José Zelaye, ex calciatore argentino (General Alvear, n. 1978)
- José Zevallos, calciatore peruviano (Ica, n. 1999)
- Francisco Zuela, calciatore angolano (Luanda, n. 1983)
- José Raúl Zúñiga, calciatore colombiano (Juradó, n. 1994)
- José Zúñiga, ex calciatore costaricano (n. 1946)

## Á(5)
- Arturo Álvarez, ex calciatore statunitense (Houston, n. 1985)
- Wilson Ávila, ex calciatore boliviano (Vallegrande, n. 1958)
- José Diego Álvarez, ex calciatore spagnolo (Monforte de Lemos, n. 1954)
- José Álvarez Huerta, ex calciatore spagnolo (Santisteban del Puerto, n. 1946)
- José Álvarez Medero, calciatore uruguaiano (Montevideo, n. 1994)

## Ñ(1)
- José Antonio Ñíguez, ex calciatore spagnolo (Elche, n. 1962)